# Giovanni Francesco Lucchini
Giovanni Francesco Lucchini (né le 1er janvier 1755 à Bergame et mort en 1826 dans la même ville) est un architecte néoclassique italien.

## Biographie
Giovanni Franceso Lucchini est le fils de l'architecte tessinois Luca Lucchini, originaire de Certenago.
En 1783, il est le maître d'œuvre du chantier du Palazzo Vailetti, d'après les plans de Simone Cantoni. Il construit plus tard la petite église bergamasque Saint-Simon-et-Saint-Jude et le Teatro Nuovo, aujourd'hui Teatro Donizetti.
Il est l'auteur des plans des douanes de Saint-Pétersbourg.